# Jan Antoni Walewski
Jan Antoni Walewski herbu Kolumna (zm. przed 3 lutego 1748 roku) – chorąży większy sieradzki w latach 1744–1748, chorąży mniejszy piotrkowski w latach 1729–1744, miecznik sieradzki w latach 1726–1729, marszałek województwa sieradzkiego w konfederacji dzikowskiej w 1734 roku, starosta warcki, sędzia kapturowy województwa sieradzkiego w 1733 roku.
Jako deputat z województwa sieradzkiego podpisał pacta conventa Stanisława Leszczyńskiego w 1733 roku. 